# Phanerotoma australiensis
Phanerotoma australiensis är en stekelart som beskrevs av William Harris Ashmead 1900. Phanerotoma australiensis ingår i släktet Phanerotoma och familjen bracksteklar. Inga underarter finns listade i Catalogue of Life.